# یواس‌اس مگپای (ای‌ام‌سی-۲)
یواس‌اس مگپای (ای‌ام‌سی-۲) (به انگلیسی: USS Magpie (AMc-2)) یک کشتی بود که طول آن ۸۵ فوت ۴ اینچ (۲۶٫۰۱ متر) بود. این کشتی در سال ۱۹۳۶ ساخته شد.